# Maria Antczak
Maria Antczak (ur. 28 lipca 1927 w Kaliszu) – polska szwaczka i polityk, posłanka na Sejm PRL VI kadencji.

## Życiorys
Podczas II wojny światowej została wywieziona na roboty do Niemiec. Po powrocie do kraju pracowała w Zakładach Przemysłu Odzieżowego w Kaliszu. W styczniu 1946 wstąpiła do Polskiej Partii Robotniczej. Była członkinią egzekutywy podstawowej organizacji partyjnej Polskiej Zjednoczonej Partii Robotniczej i II sekretarzem POP. W 1950 ukończyła wojewódzką szkołę partyjną i została oddelegowana do pracy w aparacie partyjnym Komitetu Miejskiego PZPR w Kaliszu. Od stycznia 1953 pracowała jako brygadzistka w Zakładach Przemysłu Odzieżowego w Kaliszu. Była radną Miejskiej Rady Narodowej od 1965 i posłanką na Sejm PRL VI kadencji z okręgu 58 (Kalisz). Zasiadała w Komisji Spraw Wewnętrznych i Komisji Wymiaru Sprawiedliwości.
Otrzymała Srebrny Krzyż Zasługi.